# Межевание в Российской империи
Межевание в Российской державе исторически можно разделить на несколько этапов:
1. с начала Российской империи до Генерального межевания императрицы Екатерины II, включая
  - Ингерманландское межевание (1723–1729 и 1744–1749) под руководством генералов А. де Кулона и В.В. Фермора
  - Елизаветинское межевание (1755–1763)[1]
2. собственно Генеральное межевание (1765—1836 гг.);
3. с 1836 года до установления Советской власти.

По типу межевание разделяется на:
- вотчинное;
- генеральное;
- опекунское;
- специальное;
- кадастрационное;
- иллюстрационное (оценочное);
- военно-топографическое;
- географическое.

## Вотчинное межевание
Вотчинное межевание определяло земли каждому владельцу лично, или целому сословию, которое есть не что иное, как юридическое лицо.
Вотчинное межевание подразумевало одни только частные действия землемерия, а именно: на деление земель по окладам за службу, или за отправление каких-либо повинностей, и следит переход имения от одного лица к другому.

## Генеральное межевание
Генеральное межевание предполагало обмер всех земель в государстве, чтобы никаких земель не обмежеванных и не описанных не было.
Оно приписывало земли не к именам владельцев, но к селениям и пустошам, и первоначально ограничивало каждое поселение и каждую пустошь отдельно, а впоследствии для облегчения довольствовалось разграничением владения от владения и ведомства от ведомства.
Генеральное межевание сверх того, приводит в известность количество земель в целом государстве и собирает все сведения, необходимые для хорошего управления землями.
См. также:
Генеральное межевание

## Опекунское межевание
Опекунское межевание определяло земли для колонистов, и относится к генеральному
межеванию, потому что хотя производится под ведением опекунской конторы но не иначе, как на основании генеральных правил, довольствуясь только некоторыми собственно до него касающимися примечаниями и дополнениями, например:

 «некоторым старинным владельцам леса в меру входить станутъ, но в крепостях их лесным угодьям предписанной меры стоять небудет, таковым в их владении оставлять лесных угодий равное число противу иностранцев на каждую ревижскую мужескаго полу душу по одной десятине с четвертью.»
— Указ от 1765 года, Декабря 17, пункт 5

## Специальное межевание
Специальное межевание — продолжение генерального межевания и имеет целью разделить к одним местам земли общего владения, примежеванные к поселению или пустоши и находящиеся по большой части в черезполосном владении так, что полосы одного рассеяны между полосами других владельцев.
В начале генерального межевания предположено было их размежевать к одним местам принудительно, но в последующем генеральном межевании во избежание затруднений оно предоставлено на произвол самих владельцев.

## Кадастрационное и иллюстративное межевание
Кадастрационное и иллюстрационное межевания имели в виду оценку имения, дабы привести в известность его доход, чтобы наложить справедливым образом подати с земли.
При этом межевании обращалось внимание на все причины плодородия или бесплодия земли, на все способы и средства, коими извлекается польза из имения, а это должно быть главным приоритетом, как правительства, так и частных владельцев.

## Коштное межевание
Межевание называется ещё коштным, если издержки для него падают на владельца, кто бы он ни был.

## Военно-топографическая съемка
Военно-топографическая съемка имела целью узнать верное местоположение, чтобы употребить
его во время военных действий с пользой. Эта съемка не принадлежит к межеванию.
Географическая съемка обозначает реки, города и прочее, к географии принадлежащее. Существует ещё межевание техническое, и, вероятно, ремесленное.